# Rony Lopes
Marcos Paulo Mesquita Lopes vagy egyszerűen Rony Lopes (Belém, 1995. december 28. –) brazil származású portugál válogatott labdarúgó, aki jelenleg az OGC Nice játékosa kölcsönben a Sevilla FC csapatától.

## Statisztika
2018. április 15. szerint.
| Klub             | Szezon           | Bajnokság | Bajnokság | Kupa  | Kupa | Ligakupa | Ligakupa | Nemzetközi | Nemzetközi | Összesen | Összesen |
| Klub             | Szezon           | Mérk.     | Gól       | Mérk. | Gól  | Mérk.    | Gól      | Mérk.      | Gól        | Mérk.    | Gól      |
| ---------------- | ---------------- | --------- | --------- | ----- | ---- | -------- | -------- | ---------- | ---------- | -------- | -------- |
| Manchester City  | 2012–13          | 0         | 0         | 1     | 1    | —        | —        | —          | —          | 1        | 1        |
| Manchester City  | 2013–14          | 0         | 0         | 1     | 0    | 3        | 0        | —          | —          | 4        | 0        |
| Manchester City  | Összesen         | 0         | 0         | 2     | 1    | 3        | 0        | 0          | 0          | 5        | 1        |
| Lille            | 2014–15          | 23        | 3         | —     | —    | 1        | 0        | 3          | 0          | 27       | 3        |
| Lille            | 2015–16          | 12        | 2         | 1     | 1    | 3        | 0        | —          | —          | 16       | 3        |
| Lille            | 2016–17          | 25        | 4         | 2     | 2    | 0        | 0        | 2          | 0          | 29       | 6        |
| Lille            | Összesen         | 60        | 9         | 3     | 3    | 4        | 0        | 5          | 0          | 72       | 12       |
| Monaco           | 2015–16          | 2         | 0         | —     | —    | —        | —        | —          | —          | 2        | 0        |
| Monaco           | 2017–18          | 33        | 13        | 2     | 1    | 4        | 0        | 5          | 1          | 44       | 15       |
| Monaco           | Összesen         | 35        | 13        | 2     | 1    | 4        | 0        | 5          | 1          | 46       | 15       |
| Karrier összesen | Karrier összesen | 95        | 22        | 7     | 5    | 11       | 0        | 10         | 1          | 123      | 28       |

## Sikerei, díjai
- Manchester City:
  - Premier League: 2013–14
  - Angol ligakupa: 2013–14
- Sevilla:
  - Európa-liga: 2019–20